# Velos (1907)
Velos (grekiska: Τ/Β Βέλος, "Pil") var en grekisk jagare av Niki-klass som tjänstgjorde i grekiska flottan (1907–1926). Fartyget, tillsammans med hennes tre systerfartyg i Niki-klassen, beställdes från Tyskland 1905 och byggdes på skeppsvarvet Vulcan i Stettin.
Under första världskriget gick Grekland sent in i kriget på trippelententens sida och på grund av Greklands neutralitet beslagtogs de fyra fartygen i Niki-klassen av de allierade i oktober 1916. De togs över av fransmännen i november och tjänstgjorde i franska flottan 1917–18. År 1918 var de tillbaka på eskorttjänst under grekisk flagg, främst i Egeiska havet.
 Velos deltog i grek-turkiska kriget (1919–1922). År 1918, efter vapenstillestånd i Moudros, gick Velos in i Dardanellerna med den allierade flottan och var det första grekiska krigsskeppet att gå in i Konstantinopel vilket skedde under örlogskapten Petros Voulgaris befäl. År 1919 genomförde hon eskorttjänst i Svarta havet där hon transporterade grekiska flyktingar från Pontos.
Efter kriget utrangerades Velos år 1926 medan hennes två återstående systerfartyg renoverades.
Namnet bars av ett annat fartyg, den grekiska jagaren Velos (D-16), som tjänstgjorde mellan 1959 och 1991, och som nu är ett museum.